# Bosideng International
Bosideng International Holdings Limited — китайская швейная компания, крупнейший в стране производитель пуховой одежды. Управляет более чем 4,1 тыс. магазинами под брендами Bosideng, Snow Flying, Bengen, Jessie и другими. Контрольный пакет акций компании принадлежит Гао Дэкану, который входит в число богатейших людей страны.

## История
Компания основана в 1976 году бизнесменом Гао Дэканом. В 1992 году был основан бренд женской одежды Koreano, в 1998 году — бренд женской одежды Jessie, в 2001 году — пуховой бренд Bengen, а в 2004 году — бренд платьев Buou Buou. В октябре 2007 года компания вышла на Гонконгскую фондовую биржу. В октябре 2011 года Bosideng открыл свой флагманский магазин в Лондоне, в январе 2014 года — в Нью-Йорке. В 2019 году стоимость бренда Bosideng превысила 24,3 млрд юаней.

## Деятельность
Bosideng International разрабатывает, производит и продаёт пуховые куртки под брендами Bosideng, Snow Flying и Bengen, женскую одежду под брендами Jessie, Buou Buou, Koreano и Klova, школьную форму под брендом Sameite. Также фабрики Bosideng International выступают в качестве OEM и ODM производителя для других китайских и международных компаний.
По итогам 2022 года основные продажи пришлись на пуховую одежду (81,6 %), OEM-продукцию (11,7 %), женскую одежду (5,6 %), школьную форму и другую одежду (1,1 %). Главными рынками сбыта стали Китай (85,2 %) и Европа (14,8 %).

### Дочерние структуры
В состав Bosideng International входят Shanghai Bosideng Kidswear, Shanghai Bingjie Fashion, Shanghai Buoubuou Electronic Commerce, Jiangsu Snow Flying Outdoor, Jiangsu Smart Garments, Luhua (Tianjin) Clothing, Koreano (Tianjin) Clothing, Klova (Tianjin) Clothing, You Nuo (Tianjin) Clothing, Shenzhen Weiyi Garment, Shenzhen Buoubuou Fashion и Shenzhen Jessie Fashion.

## Акционеры
Основными акционерами Bosideng International являются семья Гао Дэкана (68,1 %), Orient Securities Asset Management (2,16 %), The Vanguard Group (0,91 %), BlackRock (0,89 %) и China Universal Asset Management (0,87 %).